# Muhamed Pašalić
Muhamed Pašalić (născut în 27 august 1987) este un jucător de baschet de origine bosniacă care joacă ca și fundaș la CSM CSU Oradea, echipă care face parte din Liga Națională de Baschet. De asemeni, el reprezintă la nivel internațional Echipa Națională a Bosniei și Herțegovinei.

## Cariera profesională
Pašalić și-a făcut debutul cu Bosnia în sezonul 2006–07. În august 2011, Pašalić s-a mutat la Kavala în Grecia, unde a petrecut doar un sezon. În august 2012, Pašalić a semnat cu Aris pentru sezonul 2012–13..
După ce a jucat la Reims Champagne Basket în sezonul 2013–14, el s-a întors la Aris pentru sezonul 2014–15. În iunie 2015, el semnează cu clubul U BT Cluj-Napoca parte din Liga Națională Română .

## Echipa națională bosniacă
Pašalić a jucat prima dată pentru Bosnia și Herțegovina la competiția EuroBasket 2013. El a fost de asemeni pe lista calificărilor la EuroBasket 2015.